# Roman Danylak
Roman Danylak (né le 29 décembre 1930, à Toronto au Canada, et mort le 7 octobre 2012) est un évêque catholique ukrainien au Canada. Il a été ordonné prêtre en 1957 et chargé de s'occuper des catholiques ukrainiens au Canada. Il a obtenu une licence en théologie sacrée de l'Université pontificale urbanienne, et un doctorat in utroque jure de l'Université pontificale du Latran. De 1973 à 1990, il a servi comme consulteur à la Commission pontificale pour la révision du droit canon pour les Églises orientales
En 1992, tout en exerçant les fonctions de recteur à la cathédrale Saint-Josaphat et de chancelier à la chancellerie éparchiale, il fut nommé administrateur apostolique sede plena de l'éparchie catholique ukrainienne de Toronto et évêque titulaire de Nysse par le pape Jean-Paul II. Sa nomination suscita des controverses, du fait que l'évêque en titre, Isidore Borecky, âgé de 81 ans refusait de prendre sa retraite alors qu'il avait dépassé l'âge limite de 75 ans fixé par le droit canon. On disait aussi que ce qu'avait demandé l'évêque Borecky c'était un coadjuteur ou un évêque auxiliaire et non un administrateur, et de plus que le père Danylak n'avait pas été nommé à ce poste par le Synode ukrainien. Après six ans de conflit entre les deux évêques, Mgr Lubomyr Husar, administrateur apostolique de Lviv, négocia un compromis par lequel l'évêque Borecky se retirait tandis que l'évêque Danylak était réaffecté à des tâches spéciales à Rome, avec pour résultat la vacance du siège de l'éparchie de Toronto à partir du 24 juin 1998. Mgr Cornelius Pasichny, de Saskatoon, fut nommé comme nouvel évêque le 1er juillet de cette même année.
Mgr Danylak était chanoine de la Basilique Sainte-Marie-Majeure à Rome.